# Rätniltjaure
Rätniltjaure är en sjö i Arjeplogs kommun i Lappland och ingår i Piteälvens huvudavrinningsområde. Sjön har en area på 1,45 kvadratkilometer och ligger 789,1 meter över havet.

## Delavrinningsområde
Rätniltjaure ingår i det delavrinningsområde (741345-152644) som SMHI kallar för Utloppet av Rätniltjaure. Medelhöjden är 1 024 meter över havet och ytan är 33,91 kvadratkilometer. Räknas de 2 avrinningsområdena uppströms in blir den ackumulerade arean 64,45 kvadratkilometer. Vattendraget som avvattnar avrinningsområdet har biflödesordning 2, vilket innebär att vattnet flödar genom totalt 2 vattendrag innan det når havet efter 350 kilometer. Avrinningsområdet består mestadels av kalfjäll (93 procent). Avrinningsområdet har 2,34 kvadratkilometer vattenytor vilket ger det en sjöprocent på 6,9 procent.